# 2019年のNFLドラフト
2019年のNFLドラフトは84回目のNFLドラフト。2019年4月25日から4月27日までの3日間テネシー州ナッシュビルで開催された。NFL32チームから合計254名の選手が指名された。2018年のレギュラーシーズンの成績及びプレーオフの成績に基づき、完全ウェーバー制でアリゾナ・カージナルスが最初の指名権を得て、オクラホマ大学のカイラー・マレーを全体1位で指名した。

## 開催地決定の経緯
2018年5月に行われたNFL春季リーグミーティングにおいて、最終候補のデンバー、カンザスシティ、ラスベガス、ナッシュビル、クリーブランド／カントンの中から、2020年のNFLドラフトと同時に選ばれた。2018年5月23日に、NFLはナッシュビルを2019年NFLドラフトの開催都市として正式に発表した。

## 指名選手
指名された254人のポジションごとの人数は次のとおりである。
- 32 コーナーバック
- 31 ラインバッカー
- 28 ワイドレシーバー
- 26 ディフェンシブエンド
- 25 ランニングバック
- 23 オフェンシブタックル
- 21 ディフェンシブタックル
- 19 セイフティ
- 16 タイトエンド
- 12 オフェンシブガード
- 11 クォーターバック
- 5 センター
- 2 プレースキッカー
- 2 パンター
- 1 ロングスナッパー

指名順位の数字の後の*は、FAで失った選手に対して自動的に計算し与えられる32の補償ドラフトを示す。

### 1巡指名選手
| 指名順位 | チーム                             | 選手名                       | ポジション | 出身大学                   |
| 1        | アリゾナ・カージナルス             | カイラー・マレー             | QB         | オクラホマ大学             |
| 2        | サンフランシスコ・49ers            | ニック・ボーサ               | DE         | オハイオ州立大学           |
| 3        | ニューヨーク・ジェッツ             | クイネン・ウィリアムズ       | DT         | アラバマ大学               |
| 4        | オークランド・レイダース           | クレリン・フェレル           | DE         | クレムソン大学             |
| 5        | タンパベイ・バッカニアーズ         | デビン・ホワイト             | ILB        | LSU                        |
| 6        | ニューヨーク・ジャイアンツ         | ダニエル・ジョーンズ         | QB         | デューク大学               |
| 7        | ジャクソンビル・ジャガーズ         | ジョシュ・アレン             | OLB        | ケンタッキー大学           |
| 8        | デトロイト・ライオンズ             | T・J・ホッケンソン           | TE         | アイオワ大学               |
| 9        | バッファロー・ビルズ               | エド・オリバー               | DT         | ヒューストン大学           |
| 10       | ピッツバーグ・スティーラーズ       | デビン・ブッシュ             | ILB        | ミシガン大学               |
| 11       | シンシナティ・ベンガルズ           | ジョナ・ウィリアムズ         | OT         | アラバマ大学               |
| 12       | グリーンベイ・パッカーズ           | ラシャン・ゲイリー           | OLB        | ミシガン大学               |
| 13       | マイアミ・ドルフィンズ             | クリスチャン・ウィルキンス   | DT         | クレムソン大学             |
| 14       | アトランタ・ファルコンズ           | クリス・リンドストローム     | OG         | ボストンカレッジ           |
| 15       | ワシントン・レッドスキンズ         | ドウェイン・ハスキンズ       | QB         | オハイオ州立大学           |
| 16       | カロライナ・パンサーズ             | ブライアン・バーンズ         | DE         | フロリダ州立大学           |
| 17       | ニューヨーク・ジャイアンツ         | デクスター・ローレンス       | DT         | クレムソン大学             |
| 18       | ミネソタ・バイキングス             | ギャレット・ブラッドベリ     | C          | ノースカロライナ州立大学   |
| 19       | テネシー・タイタンズ               | ジェフェリー・シモンズ       | DT         | ミシシッピ州立大学         |
| 20       | デンバー・ブロンコス               | ノア・ファント               | TE         | アイオワ大学               |
| 21       | グリーンベイ・パッカーズ           | ダーネル・サベージ・ジュニア | SF         | メリーランド大学           |
| 22       | フィラデルフィア・イーグルス       | アンドレ・ディラード         | OT         | ワシントン州立大学         |
| 23       | ヒューストン・テキサンズ           | タイタス・ハワード           | OT         | アラバマ州立大学           |
| 24       | オークランド・レイダース           | ジョシュ・ジェイコブス       | RB         | アラバマ大学               |
| 25       | ボルチモア・レイブンズ             | マーキース・ブラウン         | WR         | オクラホマ大学             |
| 26       | ワシントン・レッドスキンズ         | モンテズ・スウェット         | DE         | ミシシッピ州立大学         |
| 27       | オークランド・レイダース           | ジョナサン・エイブラム       | SF         | ミシシッピ州立大学         |
| 28       | ロサンゼルス・チャージャーズ       | ジェリー・ティレリー         | DT         | ノートルダム大学           |
| 29       | シアトル・シーホークス             | L・J・コリアー               | DE         | テキサス・クリスチャン大学 |
| 30       | ニューヨーク・ジャイアンツ         | デアンドレ・ベイカー         | CB         | ジョージア大学             |
| 31       | アトランタ・ファルコンズ           | ケイレブ・マクゲイリー       | OT         | ワシントン大学             |
| 32       | ニューイングランド・ペイトリオッツ | 二キール・ハリー             | WR         | アリゾナ州立大学           |

### 2巡指名選手
| 指名順位 | チーム                             | 選手名                             | ポジション | 出身大学                 |
| 33       | アリゾナ・カージナルス             | バイロン・マーフィー               | CB         | ワシントン大学           |
| 34       | インディアナポリス・コルツ         | ロック・ヤシン                     | CB         | テンプル大学             |
| 35       | ジャクソンビル・ジャガーズ         | ジャワーン・テイラー               | OT         | フロリダ大学             |
| 36       | サンフランシスコ・49ers            | ディーボ・サミュエル               | WR         | サウスカロライナ大学     |
| 37       | カロライナ・パンサーズ             | グレッグ・リトル                   | OT         | ミシシッピ大学           |
| 38       | バッファロー・ビルズ               | コーディ・フォード                 | OT         | オクラホマ大学           |
| 39       | タンパベイ・バッカニアーズ         | ショーン・マーフィー＝バンティング | CB         | 中央ミシガン大学         |
| 40       | オークランド・レイダース           | トレイボン・マレン                 | CB         | クレムゾン大学           |
| 41       | デンバー・ブロンコス               | ダルトン・リスナー                 | OT         | カンザス州立大学         |
| 42       | デンバー・ブロンコス               | ドリュー・ロック                   | QB         | ミズーリ大学             |
| 43       | デトロイト・ライオンズ             | ジャラニ・タバイ                   | LB         | ハワイ大学               |
| 44       | グリーンベイ・パッカーズ           | エルトン・ジェンキンス             | C          | ミシシッピ州立大学       |
| 45       | ニューイングランド・ペイトリオッツ | ジョアン・ウィリアムス             | CB         | ヴァンダービルト大学     |
| 46       | クリーブランド・ブラウンズ         | グリーディー・ウィリアムス         | CB         | ルイジアナ州立大学       |
| 47       | シアトル・シーホークス             | マーキス・ブレア                   | S          | ユタ大学                 |
| 48       | ニューオーリンズ・セインツ         | エリック・マッコイ                 | C          | テキサスA&M大学          |
| 49       | インディアナポリス・コルツ         | ベン・バノグー                     | LB         | テキサスクリスチャン大学 |
| 50       | ミネソタ・バイキングス             | アーブ・スミス・ジュニア           | TE         | アラバマ大学             |
| 51       | テネシー・タイタンズ               | A・J・ブラウン                     | WR         | ミシシッピ大学           |
| 52       | シンシナティ・ベンガルズ           | ドリュー・サンプル                 | TE         | ワシントン大学           |
| 53       | フィラデルフィア・イーグルス       | マイルズ・サンダース               | RB         | ペンシルベニア州立大学   |
| 54       | ヒューストン・テキサンズ           | ロニー・ジョンソン・ジュニア       | CB         | ケンタッキー大学         |
| 55       | ヒューストン・テキサンズ           | マックス・シャーピング             | OT         | 北イリノイ大学           |
| 56       | カンザスシティ・チーフス           | メコール・ハードマン               | WR         | ジョージア大学           |
| 57       | フィラデルフィア・イーグルス       | J・J・アルセガ・ホワイトサイド     | WR         | スタンフォード大学       |
| 58       | ダラス・カウボーイズ               | トリステン・ヒル                   | DT         | セントラルフロリダ大学   |
| 59       | インディアナポリス・コルツ         | パリス・キャンベル                 | WR         | オハイオ州立大学         |
| 60       | ロサンゼルス・チャージャーズ       | ナシル・アダレイ                   | S          | デラウェア大学           |
| 61       | ロサンゼルス・ラムズ               | テイラー・ラップ                   | S          | ワシントン大学           |
| 62       | アリゾナ・カージナルス             | アンディ・イサベラ                 | WR         | マサチューセッツ大学     |
| 63       | カンザスシティ・チーフス           | ジュアン・ソーンヒル               | S          | バージニア大学           |
| 64       | シアトル・シーホークス             | DK・メトカーフ                     | WR         | ミシシッピ大学           |

### 3巡指名選手
| 指名順位 | チーム                             | 選手名                                                    | ポジション                                                | 出身大学                                                  |
| 65       | アリゾナ・カージナルス             | ザック・アレン                                            | DE                                                        | ボストンカレッジ                                          |
| 66       | ピッツバーグ・スティーラーズ       | ディオンテ・ジョンソン                                    | WR                                                        | トレド大学                                                |
| 67       | サンフランシスコ・49ers            | ジェイレン・ハード                                        | WR                                                        | ベイラー大学                                              |
| 68       | ニューヨーク・ジェッツ             | ジャカイ・ポライト                                        | LB                                                        | フロリダ大学                                              |
| 69       | ジャクソンビル・ジャガーズ         | ジョシュ・オリバー                                        | TE                                                        | サンノゼ州立大学                                          |
| 70       | ロサンゼルス・ラムズ               | ダレル・ヘンダーソン                                      | RB                                                        | メンフィス大学                                            |
|          | ニューヨーク・ジャイアンツ         | 2018年の追加ドラフト3巡指名権を用いたため指名権を失った。 | 2018年の追加ドラフト3巡指名権を用いたため指名権を失った。 | 2018年の追加ドラフト3巡指名権を用いたため指名権を失った。 |
| 71       | デンバー・ブロンコス               | ドレモント・ジョーンズ                                    | DT                                                        | オハイオ州立大学                                          |
| 72       | シンシナティ・ベンガルズ           | ジャーメイン・プラット                                    | LB                                                        | ノースカロライナ州立大学                                  |
| 73       | シカゴ・ベアーズ                   | デビッド・モンゴメリー                                    | RB                                                        | アイオワ州立大学                                          |
| 74       | バッファロー・ビルズ               | デビン・シングレタリー                                    | RB                                                        | フロリダアトランティック大学                              |
| 75       | グリーンベイ・パッカーズ           | ジェイス・スターンバーガー                                | TE                                                        | テキサスA&M大学                                           |
| 76       | ワシントン・レッドスキンズ         | テリー・マクローリン                                      | WR                                                        | オハイオ州立大学                                          |
| 77       | ニューイングランド・ペイトリオッツ | チェイス・ウィノビッチ                                    | DE                                                        | ミシガン大学                                              |
| 78       | マイアミ・ドルフィンズ             | マイケル・ディーター                                      | OG                                                        | ウィスコンシン大学                                        |
| 79       | ロサンゼルス・ラムズ               | デビッド・ロング                                          | CB                                                        | ミシガン大学                                              |
| 80       | クリーブランド・ブラウンズ         | シオネ・タキタキ                                          | LB                                                        | ブリガムヤング大学                                        |
| 81       | デトロイト・ライオンズ             | ウィル・ハリス                                            | S                                                         | ボストンカレッジ                                          |
| 82       | テネシー・タイタンズ               | ネイト・デービス                                          | OG                                                        | シャーロット大学                                          |
| 83       | ピッツバーグ・スティーラーズ       | ジャスティン・レイン                                      | CB                                                        | ミシガン州立大学                                          |
| 84       | カンザスシティ・チーフス           | カレン・ソーンダース                                      | DT                                                        | 西イリノイ大学                                            |
| 85       | ボルチモア・レイブンズ             | ジェイロン・ファーガソン                                  | DE                                                        | ルイジアナ工科大学                                        |
| 86       | ヒューストン・テキサンズ           | カハレ・ワリング                                          | TE                                                        | サンディエゴ州立大学                                      |
| 87       | ニューイングランド・ペイトリオッツ | ダミアン・ハリス                                          | RB                                                        | アラバマ大学                                              |
| 88       | シアトル・シーホークス             | コーディ・バートン                                        | LB                                                        | ユタ大学                                                  |
| 89       | インディアナポリス・コルツ         | ボビー・オケレケ                                          | LB                                                        | スタンフォード大学                                        |
| 90       | ダラス・カウボーイズ               | コナー・マゴバーン                                        | OG                                                        | ペンシルベニア州立大学                                    |
| 91       | ロサンゼルス・チャージャーズ       | トレイ・ピプキンス                                        | OT                                                        | スーフォールズ大学                                        |
| 92       | ニューヨーク・ジェッツ             | チューマ・エドガ                                          | OT                                                        | USC                                                       |
| 93       | ボルチモア・レイブンズ             | マイルズ・ボイキン                                        | WR                                                        | ノートルダム大学                                          |
| 94       | タンパベイ・バッカニアーズ         | ジャメル・ディーン                                        | CB                                                        | オーバーン大学                                            |
| 95       | ニューヨーク・ジャイアンツ         | オシェイン・ジミネス                                      | DE                                                        | オールドドミニオン大学                                    |
| 96*      | バッファロー・ビルズ               | ドーソン・ノックス                                        | TE                                                        | ミシシッピ大学                                            |
| 97*      | ロサンゼルス・ラムズ               | ボビー・エバンズ                                          | OT                                                        | オクラホマ大学                                            |
| 98*      | ジャクソンビル・ジャガーズ         | クインシー・ウィリアムス                                  | LB                                                        | マレー州立大学                                            |
| 99*      | タンパベイ・バッカニアーズ         | マイク・エドワーズ                                        | S                                                         | ケンタッキー大学                                          |
| 100*     | カロライナ・パンサーズ             | ウィル・グリアー                                          | QB                                                        | ウェストバージニア大学                                    |
| 101*     | ニューイングランド・ペイトリオッツ | ヨドニー・カジュースト                                    | OT                                                        | ウェストバージニア大学                                    |
| 102*     | ミネソタ・バイキングス             | アレキサンダー・マティソン                                | RB                                                        | ボイシ州立大学                                            |

### 4巡指名選手
| 指名順位 | チーム                             | 選手名                           | ポジション | 出身大学                 |
| 103      | アリゾナ・カージナルス             | アキーム・バトラー               | WR         | アイオワ州立大学         |
| 104      | シンシナティ・ベンガルズ           | ライアン・フィンリー             | QB         | ノースカロライナ州立大学 |
| 105      | ニューオーリンズ・セインツ         | Ｃ・Ｊ・ガードナー＝ジョンソン   | S          | フロリダ大学             |
| 106      | オークランド・レイダース           | マックス・クロスビー             | DE         | 東ミシガン大学           |
| 107      | タンパベイ・バッカニアーズ         | アンソニー・ネルソン             | DE         | アイオワ大学             |
| 108      | ニューヨーク・ジャイアンツ         | ジュリアン・ラブ                 | CB         | ノートルダム大学         |
| 109      | インディアナポリス・コルツ         | カーリ・ウィリス                 | S          | ミシガン州立大学         |
| 110      | サンフランシスコ・49ers            | ミッチ・ウィシュノウスキー       | P          | ユタ大学                 |
| 111      | アトランタ・ファルコンズ           | ケンドール・シェフィールド       | CB         | オハイオ州立大学         |
| 112      | ワシントン・レッドスキンズ         | ブライス・ラブ                   | RB         | スタンフォード大学       |
| 113      | ボルチモア・レイブンズ             | ジャスティス・ヒル               | RB         | オクラホマ州立大学       |
| 114      | ミネソタ・バイキングス             | ドルー・サミア                   | OG         | オクラホマ大学           |
| 115      | カロライナ・パンサーズ             | クリスチャン・ミラー             | LB         | アラバマ大学             |
| 116      | テネシー・タイタンズ               | アマニ・フッカー                 | S          | アイオワ大学             |
| 117      | デトロイト・ライオンズ             | オースティン・ブライアント       | DE         | クレムゾン大学           |
| 118      | ニューイングランド・ペイトリオッツ | ヤルテ・フロホールト             | OG         | アーカンソー大学         |
| 119      | クリーブランド・ブラウンズ         | シェルドリック・レッドワイン     | S          | マイアミ大学             |
| 120      | シアトル・シーホークス             | ゲイリー・ジェニングス・ジュニア | WR         | ウェストバージニア大学   |
| 121      | ニューヨーク・ジェッツ             | トレボン・ウェスコ               | TE         | ウェストバージニア大学   |
| 122      | ピッツバーグ・スティーラーズ       | ベニー・スネル                   | RB         | ケンタッキー大学         |
| 123      | ボルチモア・レイブンズ             | ベン・パワーズ                   | OG         | オクラホマ大学           |
| 124      | シアトル・シーホークス             | フィル・ヘインズ                 | OG         | ウェイクフォレスト大学   |
| 125      | シンシナティ・ベンガルズ           | レネル・ウレン                   | DT         | アリゾナ州立大学         |
| 126      | シカゴ・ベアーズ                   | ライリー・リドリー               | WR         | ジョージア大学           |
| 127      | ボルチモア・レイブンズ             | イマン・マーシャル               | CB         | USC                      |
| 128      | ダラス・カウボーイズ               | トニー・ポラード                 | RB         | メンフィス大学           |
| 129      | オークランド・レイダース           | アイザイア・ジョンソン           | CB         | ヒューストン大学         |
| 130      | ロサンゼルス・チャージャーズ       | ドルー・トランクウィル           | LB         | ノートルダム大学         |
| 131      | ワシントン・レッドスキンズ         | ウェス・マーティン               | OG         | インディアナ大学         |
| 132      | シアトル・シーホークス             | ウゴ・アマディ                   | S          | オレゴン大学             |
| 133      | ニューイングランド・ペイトリオッツ | ジャレット・スティッドハム       | QB         | オーバーン大学           |
| 134      | ロサンゼルス・ラムズ               | グレッグ・ゲインズ               | DT         | ワシントン大学           |
| 135*     | アトランタ・ファルコンズ           | ジョン・コミンスキー             | DE         | チャールストン大学       |
| 136*     | シンシナティ・ベンガルズ           | マイケル・ジョーダン             | OG         | オハイオ州立大学         |
| 137*     | オークランド・レイダース           | フォスター・モロー               | TE         | ルイジアナ州立大学       |
| 138*     | フィラデルフィア・イーグルス       | シャリーフ・ミラー               | DE         | ペンシルベニア州立大学   |

### 5巡指名選手
| 指名順位 | チーム                             | 選手名                         | ポジション | 出身大学               |
| 139      | アリゾナ・カージナルス             | ディオンテ・トンプソン         | S          | アラバマ大学           |
| 140      | ジャクソンビル・ジャガーズ         | リクエル・アームステッド       | RB         | テンプル大学           |
| 141      | ピッツバーグ・スティーラーズ       | ザック・ジェントリー           | TE         | ミシガン大学           |
| 142      | シアトル・シーホークス             | ベン・バー＝カーベン           | LB         | ワシントン大学         |
| 143      | ニューヨーク・ジャイアンツ         | ライアン・コネリー             | LB         | ウィスコンシン大学     |
| 144      | インディアナポリス・コルツ         | マーベル・テル                 | S          | USC                    |
| 145      | タンパベイ・バッカニアーズ         | マット・ゲイ                   | K          | ユタ大学               |
| 146      | デトロイト・ライオンズ             | アマニ・オルワリー             | CB         | ペンシルベニア州立大学 |
| 147      | バッファロー・ビルズ               | ボージャン・ジョセフ           | LB         | フロリダ大学           |
| 148      | サンフランシスコ・49ers            | ドレ・グリーンロー             | LB         | アーカンソー大学       |
| 149      | オークランド・レイダース           | ハンター・レンフロウ           | WR         | クレムゾン大学         |
| 150      | グリーンベイ・パッカーズ           | キングスリー・ケケ             | DT         | テキサスA&M大学        |
| 151      | マイアミ・ドルフィンズ             | アンドリュー・ファン・ギンケル | LB         | ウィスコンシン大学     |
| 152      | アトランタ・ファルコンズ           | クアドリー・オリソン           | RB         | ピッツバーグ大学       |
| 153      | ワシントン・レッドスキンズ         | ロス・ピアシュベイカー         | OG         | アラバマ大学           |
| 154      | カロライナ・パンサーズ             | ジョーダン・スカーレット       | RB         | フロリダ大学           |
| 155      | クリーブランド・ブラウンズ         | マック・ウィルソン             | LB         | アラバマ大学           |
| 156      | デンバー・ブロンコス               | ジャスティン・ホリンズ         | LB         | オレゴン大学           |
| 157      | ニューヨーク・ジェッツ             | ブレイク・キャッシュマン       | LB         | ミネソタ大学           |
| 158      | ダラス・カウボーイズ               | マイケル・ジャクソン           | CB         | マイアミ大学           |
| 159      | ニューイングランド・ペイトリオッツ | バイロン・カワート             | DT         | メリーランド大学       |
| 160      | ボルチモア・レイブンズ             | デイロン・マック               | DT         | テキサスA&M大学        |
| 161      | ヒューストン・テキサンズ           | チャールズ・オメニフ           | DE         | テキサス大学           |
| 162      | ミネソタ・バイキングス             | キャメロン・スミス             | LB         | USC                    |
| 163      | ニューイングランド・ペイトリオッツ | ジェイク・ベイリー             | P          | スタンフォード大学     |
| 164      | インディアナポリス・コルツ         | E・J・スピード                 | LB         | タールトン州立大学     |
| 165      | ダラス・カウボーイズ               | ジョー・ジャクソン             | DE         | マイアミ大学           |
| 166      | ロサンゼルス・チャージャーズ       | イーストン・スティック         | QB         | ノースダコタ州立大学   |
| 167      | フィラデルフィア・イーグルス       | クレイトン・ソーントン         | QB         | ノースウェスタン大学   |
| 168      | テネシー・タイタンズ               | ディアンドレ・ウォーカー       | LB         | ジョージア大学         |
| 169      | ロサンゼルス・ラムズ               | デビッド・エドワーズ           | OT         | ウィスコンシン大学     |
| 170      | クリーブランド・ブラウンズ         | オースティン・サイバート       | K          | オクラホマ大学         |
| 171*     | ニューヨーク・ジャイアンツ         | ダリアス・スレイトン           | WR         | オーバーン大学         |
| 172*     | アトランタ・ファルコンズ           | ジョーダン・ミラー             | CB         | ワシントン大学         |
| 173*     | ワシントン・レッドスキンズ         | コール・ホルコム               | LB         | ノースカロライナ大学   |

### 6巡指名選手
| 指名順位 | チーム                       | 選手名                                                    | ポジション                                                | 出身大学                                                  |
| 174      | アリゾナ・カージナルス       | キーショーン・ジョンソン                                  | WR                                                        | フレズノ州立大学                                          |
| 175      | ピッツバーグ・スティーラーズ | サットン・スミス                                          | DE                                                        | 北イリノイ大学                                            |
| 176      | サンフランシスコ・49ers      | ケイデン・スミス                                          | TE                                                        | スタンフォード大学                                        |
| 177      | ニューオーリンズ・セインツ   | サクアン・ハンプトン                                      | S                                                         | ラトガース大学                                            |
| 178      | ジャクソンビル・ジャガーズ   | ガードナー・ミンシュー                                    | QB                                                        | ワシントン州立大学                                        |
| 179      | アリゾナ・カージナルス       | ラモント・ガイヤール                                      | C                                                         | ジョージア大学                                            |
| 180      | ニューヨーク・ジャイアンツ   | コーリー・バレンティン                                    | CB                                                        | ウォッシュバーン大学                                      |
| 181      | バッファロー・ビルズ         | ジャクアン・ジョンソン                                    | CB                                                        | マイアミ大学                                              |
| 182      | シンシナティ・ベンガルズ     | トレイビオン・ウィリアムス                                | RB                                                        | テキサスA&M大学                                           |
| 183      | サンフランシスコ・49ers      | ジャスティン・スカル                                      | OT                                                        | ヴァンダービルト大学                                      |
| 184      | デトロイト・ライオンズ       | トラビス・フルガム                                        | WR                                                        | オールドドミニオン大学                                    |
| 185      | グリーンベイ・パッカーズ     | カダー・ホールマン                                        | CB                                                        | トレド大学                                                |
| 186      | デトロイト・ライオンズ       | タイ・ジョンソン                                          | RB                                                        | メリーランド大学                                          |
|          | ワシントン・レッドスキンズ   | 2018年の追加ドラフト6巡指名権を用いたため指名権を失った。 | 2018年の追加ドラフト6巡指名権を用いたため指名権を失った。 | 2018年の追加ドラフト6巡指名権を用いたため指名権を失った。 |
| 187      | デンバー・ブロンコス         | ジュワン・ウィンフリー                                    | WR                                                        | コロラド大学                                              |
| 188      | テネシー・タイタンズ         | デビッド・ロング・ジュニア                                | LB                                                        | ウェストバージニア大学                                    |
| 189      | クリーブランド・ブラウンズ   | ドリュー・フォーブス                                      | OT                                                        | サウスイースト・ミズーリ州立大学                          |
| 190      | ミネソタ・バイキングス       | アーモン・ワッツ                                          | DT                                                        | アーカンソー大学                                          |
| 191      | ミネソタ・バイキングス       | マーカス・エップス                                        | S                                                         | ワイオミング大学                                          |
| 192      | ピッツバーグ・スティーラーズ | アイザイア・バグス                                        | DT                                                        | アラバマ大学                                              |
| 193      | ミネソタ・バイキングス       | オリ・ウドー                                              | OT                                                        | イーロン大学                                              |
| 194      | グリーンベイ・パッカーズ     | デクスター・ウィリアムス                                  | RB                                                        | ノートルダム大学                                          |
| 195      | ヒューストン・テキサンズ     | ゼイビア・クロフォード                                    | CB                                                        | 中央ミシガン大学                                          |
| 196      | ニューヨーク・ジェッツ       | ブレスアン・オースティン                                  | CB                                                        | ラトガース大学                                            |
| 197      | ボルチモア・レイブンズ       | トレース・マクソーリー                                    | QB                                                        | ペンシルベニア州立大学                                    |
| 198      | サンフランシスコ・49ers      | ティム・ハリス                                            | CB                                                        | バージニア大学                                            |
| 199      | インディアナポリス・コルツ   | ジェリー・グリーン                                        | DE                                                        | ミシシッピ州立大学                                        |
| 200      | ロサンゼルス・チャージャーズ | エメケ・エグブレ                                          | LB                                                        | ヒューストン大学                                          |
| 201      | カンザスシティ・チーフス     | ラシャド・フェントン                                      | CB                                                        | サウスカロライナ大学                                      |
| 202      | マイアミ・ドルフィンズ       | アイザイア・プリンス                                      | OT                                                        | オハイオ州立大学                                          |
| 203      | アトランタ・ファルコンズ     | マーカス・グリーン                                        | WR                                                        | ルイジアナ大学モンロー校                                  |
| 204      | シアトル・シーホークス       | トラビス・ホーナー                                        | RB                                                        | マイアミ大学                                              |
| 205*     | シカゴ・ベアーズ             | デューク・シェリー                                        | CB                                                        | カンザス州立大学                                          |
| 206*     | ワシントン・レッドスキンズ   | ケルビン・ハーモン                                        | WR                                                        | ノースカロライナ州立大学                                  |
| 207*     | ピッツバーグ・スティーラーズ | ユリシーズ・ギルバート3世                                 | LB                                                        | アクロン大学                                              |
| 208*     | タンパベイ・バッカニアーズ   | スコッティ・ミラー                                        | WR                                                        | ボーリンググリーン州立大学                                |
| 209*     | シアトル・シーホークス       | デマーカス・クリスマス                                    | DT                                                        | フロリダ州立大学                                          |
| 210*     | シンシナティ・ベンガルズ     | デショーン・デービス                                      | LB                                                        | オーバーン大学                                            |
| 211*     | シンシナティ・ベンガルズ     | ドロニー・アンダーソン                                    | RB                                                        | オクラホマ大学                                            |
| 212*     | カロライナ・パンサーズ       | デニス・デイリー                                          | OT                                                        | サウスカロライナ大学                                      |
| 213*     | ダラス・カウボーイズ         | ドノバン・ウィルソン                                      | S                                                         | テキサスA&M大学                                           |
| 214*     | カンザスシティ・チーフス     | ダーウィン・トンプソン                                    | RB                                                        | ユタ州立大学                                              |

### 7巡指名選手
| 指名順位 | チーム                             | 選手名                       | ポジション | 出身大学                     |
| 215      | タンパベイ・バッカニアーズ         | テリー・ベックナー           | DT         | ミズーリ大学                 |
| 216      | カンザスシティ・チーフス           | ニック・アレグレッティ       | OG         | イリノイ大学                 |
| 217      | ミネソタ・バイキングス             | クリス・ボイド               | CB         | テキサス大学                 |
| 218      | ダラス・カウボーイズ               | マイク・ウェーバー           | RB         | オハイオ州立大学             |
| 219      | ピッツバーグ・スティーラーズ       | ダーウィン・グレイ           | OT         | メリーランド大学             |
| 220      | ヒューストン・テキサンズ           | カレン・ギラスピア           | FB         | テキサスA&M大学              |
| 221      | クリーブランド・ブラウンズ         | ドニー・ルイス               | CB         | チューレーン大学             |
| 222      | シカゴ・ベアーズ                   | ケリス・ワイト               | RB         | フロリダアトランティック大学 |
| 223      | シンシナティ・ベンガルズ           | ジョーダン・ブラウン         | CB         | サウスダコタ州立大学         |
| 224      | デトロイト・ライオンズ             | アイザック・ナウタ           | TE         | ジョージア大学               |
| 225      | バッファロー・ビルズ               | ダリル・ジョンソン           | DE         | ノースカロライナA&T大学      |
| 226      | グリーンベイ・パッカーズ           | タイ・サマーズ               | LB         | テキサスクリスチャン大学     |
| 227      | ワシントン・レッドスキンズ         | ジミー・モアランド           | CB         | ジェームズマディソン大学     |
| 228      | バッファロー・ビルズ               | トミー・スウィーニー         | TE         | ボストンカレッジ             |
| 229      | デトロイト・ライオンズ             | P・J・ジョンソン             | DE         | アリゾナ大学                 |
| 230      | オークランド・レイダース           | クイントン・ベル             | DE         | プレイリービューA&M大学      |
| 231      | ニューオーリンズ・セインツ         | アリゼ・マック               | TE         | ノートルダム大学             |
| 232      | ニューヨーク・ジャイアンツ         | ジョージ・アサフォ＝アジェイ | OT         | ケンタッキー大学             |
| 233      | マイアミ・ドルフィンズ             | チャンドラー・コックス       | FB         | オーバーン大学               |
| 234      | マイアミ・ドルフィンズ             | マイルズ・ガスキン           | RB         | ワシントン大学               |
| 235      | ジャクソンビル・ジャガーズ         | ドンタビアス・ラッセル       | DT         | オーバーン大学               |
| 236      | シアトル・シーホークス             | ジョン・ウルスア             | WR         | ハワイ大学                   |
| 237      | カロライナ・パンサーズ             | テリー・ゴッドウィン         | WR         | ジョージア大学               |
| 238      | シカゴ・ベアーズ                   | スティーブン・デンマーク     | CB         | バルドスタ州立大学           |
| 239      | ミネソタ・バイキングス             | ディロン・ミッチェル         | WR         | オレゴン大学                 |
| 240      | インディアナポリス・コルツ         | ジャクソン・バートン         | OT         | ユタ大学                     |
| 241      | ダラス・カウボーイズ               | ジェイレン・ジェルクス       | DE         | オレゴン大学                 |
| 242      | ロサンゼルス・チャージャーズ       | コーテス・ブロートン         | DT         | シンシナティ大学             |
| 243      | ロサンゼルス・ラムズ               | ニック・スコット             | S          | ペンシルベニア州立大学       |
| 244      | ニューオーリンズ・セインツ         | ケイデン・エリス             | LB         | アイダホ大学                 |
| 245      | ニューヨーク・ジャイアンツ         | クリス・スレイトン           | DT         | シラキュース大学             |
| 246      | インディアナポリス・コルツ         | ジャボン・パターソン         | C          | ミシシッピ大学               |
| 247*     | ミネソタ・バイキングス             | ビシ・ジョンソン             | WR         | コロラド州立大学             |
| 248*     | アリゾナ・カージナルス             | ジョシュア・マイルズ         | OT         | モーガン州立大学             |
| 249*     | アリゾナ・カージナルス             | マイケル・ドグビー           | DE         | テンプル大学                 |
| 250*     | ミネソタ・バイキングス             | オースティン・カッティング   | LS         | 空軍士官学校                 |
| 251*     | ロサンゼルス・ラムズ               | ダコタ・アレン               | LB         | テキサス工科大学             |
| 252*     | ニューイングランド・ペイトリオッツ | ケン・ウェブスター           | CB         | ミシシッピ大学               |
| 253*     | ワシントン・レッドスキンズ         | ジョーダン・ブレイルフォード | DE         | オクラホマ州立大学           |
| 254*     | アリゾナ・カージナルス             | ケイレブ・ウィルソン         | TE         | UCLA                         |

### ドラフト外入団の主な選手
| チーム                             | 選手名                       | ポジション | 出身大学                       |
| アトランタ・ファルコンズ           | オラマイド・ザキアス         | WR         | バージニア大学                 |
| アトランタ・ファルコンズ           | デルショーン・フィリップス   | LB         | イリノイ大学                   |
| ボルチモア・レイブンズ             | パトリック・メカリ           | C          | カリフォルニア大学             |
| バッファロー・ビルズ               | ブレイク・ハンス             | OG         | ノースウェスタン大学           |
| バッファロー・ビルズ               | タイレル・ドッドソン         | LB         | テキサスA&M大学                |
| バッファロー・ビルズ               | キャム・ルイス               | CB         | バッファロー大学               |
| バッファロー・ビルズ               | チェイス・マクローリン       | K          | イリノイ大学                   |
| バッファロー・ビルズ               | デビッド・シルズ             | WR         | ウェストバージニア大学         |
| シカゴ・ベアーズ                   | アレックス・バーズ           | OG         | ノートルダム大学               |
| シカゴ・ベアーズ                   | サム・マスティファー         | C          | ノートルダム大学               |
| クリーブランド・ブラウンズ         | デビッド・ブラウ             | QB         | パデュー大学                   |
| クリーブランド・ブラウンズ         | ジェイミー・ギラン           | P          | アーカンソー大学パインブラフ校 |
| ダラス・カウボーイズ               | ジェイレン・ガイトン         | WR         | 北テキサス大学                 |
| デンバー・ブロンコス               | ジェイコブ・ボーベンモイヤー | LS         | 北コロラド大学                 |
| デンバー・ブロンコス               | ジョン・レグルー             | T          | チューレーン大学               |
| デンバー・ブロンコス               | マリック・リード             | OLB        | ネバダ大学                     |
| デトロイト・ライオンズ             | マット・ネルソン             | T          | アイオワ大学                   |
| デトロイト・ライオンズ             | ドナルド・パーハム           | TE         | ステッソン大学                 |
| グリーンベイ・パッカーズ           | ヨシュ・ナイマン             | T          | バージニア工科大学             |
| インディアナポリス・コルツ         | アシュトン・ダリン           | WR         | マローン大学                   |
| ジャクソンビル・ジャガーズ         | アンドリュー・ウィンガード   | S          | ワイオミング大学               |
| カンザスシティ・チーフス           | ジャック・フォックス         | P          | ライス大学                     |
| ロサンゼルス・ラムズ               | トロイ・リーダー             | LB         | デラウェア大学                 |
| マイアミ・ドルフィンズ             | プレストン・ウィリアムズ     | WR         | コロラド州立大学               |
| マイアミ・ドルフィンズ             | ニック・ニーダム             | CB         | テキサス大学エルパソ校         |
| ミネソタ・バイキングス             | カーリ・ブラッシンゲーム     | FB         | ヴァンダービルト大学           |
| ニューイングランド・ペイトリオッツ | アンドリュー・ベック         | TE         | テキサス大学                   |
| ニューイングランド・ペイトリオッツ | テレズ・ホール               | OLB        | ミズーリ大学                   |
| ニューイングランド・ペイトリオッツ | ガナー・オルシェスキー       | WR         | ベミジ州立大学                 |
| ニューイングランド・ペイトリオッツ | ジャコビ・マイアーズ         | WR         | ノースカロライナ州立大学       |
| ニューオーリンズ・セインツ         | ポーター・ガスティン         | DE         | USC                            |
| ニューオーリンズ・セインツ         | ディオンテ・ハリス           | WR         | アサンプションカレッジ         |
| ニューオーリンズ・セインツ         | シャイ・タトル               | DT         | テネシー大学                   |
| ニューオーリンズ・セインツ         | カール・グランダーソン       | DE         | ワイオミング大学               |
| ニューヨーク・ジェッツ             | グレッグ・ドーチッチ         | WR         | ウェイクフォレスト大学         |
| オークランド・レイダース           | アレック・インゴールド       | FB         | ウィスコンシン大学             |
| オークランド・レイダース           | A・J・コール3世              | P          | ノースカロライナ州立大学       |
| オークランド・レイダース           | アンドレ・ジェームズ         | C          | UCLA                           |
| フィラデルフィア・イーグルス       | ライアン・ベイツ             | OG         | ペンシルベニア州立大学         |
| フィラデルフィア・イーグルス       | T・J・エドワーズ             | LB         | ウィスコンシン大学             |
| フィラデルフィア・イーグルス       | ネイト・ハービッグ           | OG         | スタンフォード大学             |
| ピッツバーグ・スティーラーズ       | デブリン・ホッジス           | QB         | サンフォード大学               |
| ピッツバーグ・スティーラーズ       | フレッド・ジョンソン         | T          | フロリダ大学                   |
| ピッツバーグ・スティーラーズ       | マシュー・ライト             | K          | セントラルフロリダ大学         |
| サンフランシスコ・49ers            | アジーズ・アル＝シャイア     | LB         | フロリダアトランティック大学   |
| サンフランシスコ・49ers            | ケビン・ギブンズ             | DT         | ペンシルベニア州立大学         |
| シアトル・シーホークス             | ブライアン・モネ             | DT         | ミシガン大学                   |

### 追加ドラフト
2019年7月10日、追加ドラフトが行われアリゾナ・カージナルスが5巡でジェイレン・トンプソンを指名した。カージナルスは翌年のドラフト5巡を失うこととなった。